# Olympus E-500
La Olympus E-500 (Olympus EVOLT E-500 en América) es una cámara fotográfica SLR digital de 8 megapíxeles fabricada por Olympus y basada en el sistema Cuatro Tercios. Fue presentada el 26 de septiembre de 2005. Como la E-300 lanzada el año anterior, usa el sensor de transferencia completa Kodak KAF-8300CE CCD.
A diferencia de la E-300, la E-500 mantiene la tradicional apariencia de las réflex con pentaprisma en lugar del Porro espejo de la E-300. El pentaprisma hace a la E-500 más alta que la E-300 pero es algo más pequeña en otras dimensiones.
La E-500 usa el SuperSonic Wave Filter patentado por Olympus que impide que la suciedad se acumule en el sensor, la limpieza se lleva a cabo en cada encendido de la cámara o cuando el usuario así lo requiera.
Las mejoras con respecto a la E-300 incluyen una pantalla LCD de 2.5 pulgadas, una medición de 49 zonas por 3 de la E-300, histograma RGB, filtro de ruido para fotografía en condiciones de baja luminosidad y la capacidad de aplicar filtros de color cuando se dispara en blanco y negro.

### Sitios oficiales
- Olympus España E-500
- Olympus América E-500 Archivado el 13 de octubre de 2005 en Wayback Machine. (en inglés)

### Artículos sobre la cámara
- Análisis en DPReview (en inglés)

- Datos: Q1144016
- Multimedia: Olympus E-500 / Q1144016